# Ramosmania heterophylla
Ramosmania heterophylla är en måreväxtart som först beskrevs av Isaac Bayley Balfour, och fick sitt nu gällande namn av Deva D. Tirvengadum och Bernard Verdcourt. Ramosmania heterophylla ingår i släktet Ramosmania och familjen måreväxter.
Artens utbredningsområde är Rodrigues. Inga underarter finns listade i Catalogue of Life.